# Землетрясение в Молуккском море (2010)
Землетрясение магнитудой 6,3 произошло 3 августа 2010 года в 12:08:25 (UTC) в Молуккском море (Индонезия), в 139,6 км к западу-северо-западу от Тернате. Гипоцентр землетрясения располагался на глубине 41,0 километр. Интенсивность землетрясения составила III по шкале Меркалли.
Землетрясение ощущалось в Тондано и Манадо. В результате землетрясения сообщений о жертвах и разрушениях не поступало.

## Тектонические условия региона
С 1900 года в регионе Новой Гвинеи было зарегистрировано 22 землетрясения с магнитудой 7,5+. Основными механизмами землетрясений являются боковое давление и горизонтальное смещение горных пород, связанное со столкновением континента с островной дугой и относительными движениями между многочисленными локальными микроплитами. Крупнейшим землетрясением в регионе было событие с магнитудой 8,2 в северной провинции Индонезии Папуа, в результате которого в 1996 году погибло 166 человек.
Граница между австралийской и тихоокеанской плитами протяженностью более 4000 км простирается от Зондского жёлоба (Ява) на западе до Соломоновых островов на востоке. Восточный участок границы длиной более 2300 км простирается на запад от северо-востока австралийского континента и Кораллового моря до пересечения с восточным побережьем Папуа — Новой Гвинеи. На границе преобладает общая северная субдукция Австралийской плиты.